# Football Club Internazionale Milano 2024-2025
Questa voce raccoglie le informazioni riguardanti il Football Club Internazionale Milano nelle competizioni ufficiali della stagione 2024-2025.

## Stagione

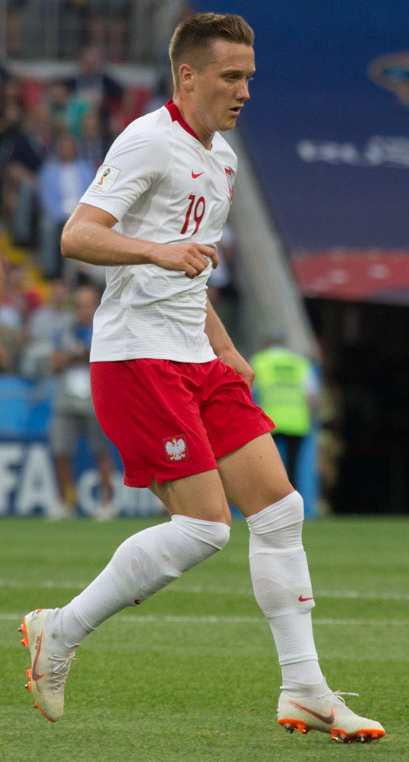
Il polacco Zieliński, arrivato a parametro zero dopo l'esperienza al, è uno dei rinforzi della campagna acquisti nerazzurra: la sua stagione risulta inferiore alle aspettative anche per via di alcuni infortuni.

Dopo la vittoria del campionato e della Supercoppa italiana nella stagione precedente, l'Inter riparte con Simone Inzaghi in panchina per il quarto anno consecutivo. Sul fronte dirigenziale, è la prima stagione con Giuseppe Marotta alla presidenza, dopo il passaggio di proprietà del club alla società d'investimento statunitense Oaktree Capital Management formalizzato sul finire dell'annata precedente. Sul mercato, la dirigenza puntella la rosa con gli acquisti del portiere Martínez dal Genoa, del difensore Palacios dall'Independiente Rivadavia, del centrocampista Zieliński e dell'attaccante Taremi, quest'ultimi due ingaggiati a parametro zero dopo la fine delle esperienze con il Napoli e il Porto. Salutano, invece, il portiere Audero, il difensore Cuadrado, i centrocampisti Klaassen e Sensi e l'attaccante Sánchez, quest'ultimi quattro alla naturale scadenza del contratto.

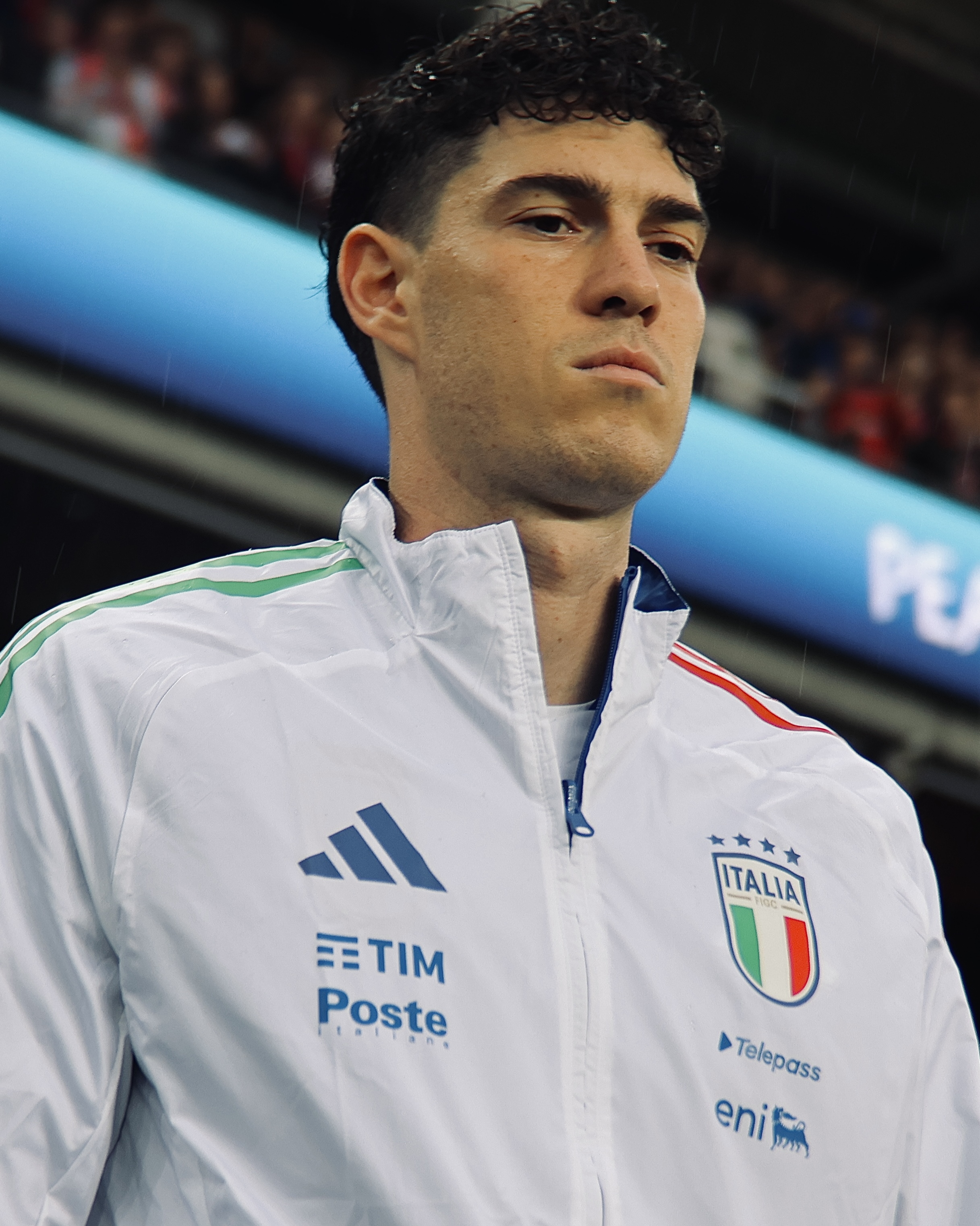
Alessandro Bastoni, alla sesta stagione in nerazzurro, viene nominato come miglior difensore del campionato e viene inserito nella squadra della stagione della Champions League.

Nelle prime tre giornate di campionato, l'Inter ottiene un pareggio all'esordio sul campo del Genoa e due successi interni consecutivi, contro il Lecce e l'Atalanta. Al ritorno dalla sosta per le nazionali di settembre, dopo aver pareggiato sul campo del Monza, i nerazzurri fanno il loro debutto nella nuova fase campionato di Champions League – introdotta in sostituzione della precedente fase a gironi – impattando a reti bianche in casa del Manchester City. Il pareggio con gli inglesi è seguito dalla sconfitta nella stracittadina contro il Milan, che non si verificava dal settembre 2022 e che interrompe una striscia record di sei successi consecutivi per i nerazzurri. Nelle due giornate seguenti di campionato, tuttavia, arrivano due vittorie contro l'Udinese e il Torino che valgono il secondo posto solitario, inframmezzate dal successo casalingo in Champions League contro la Stella Rossa.

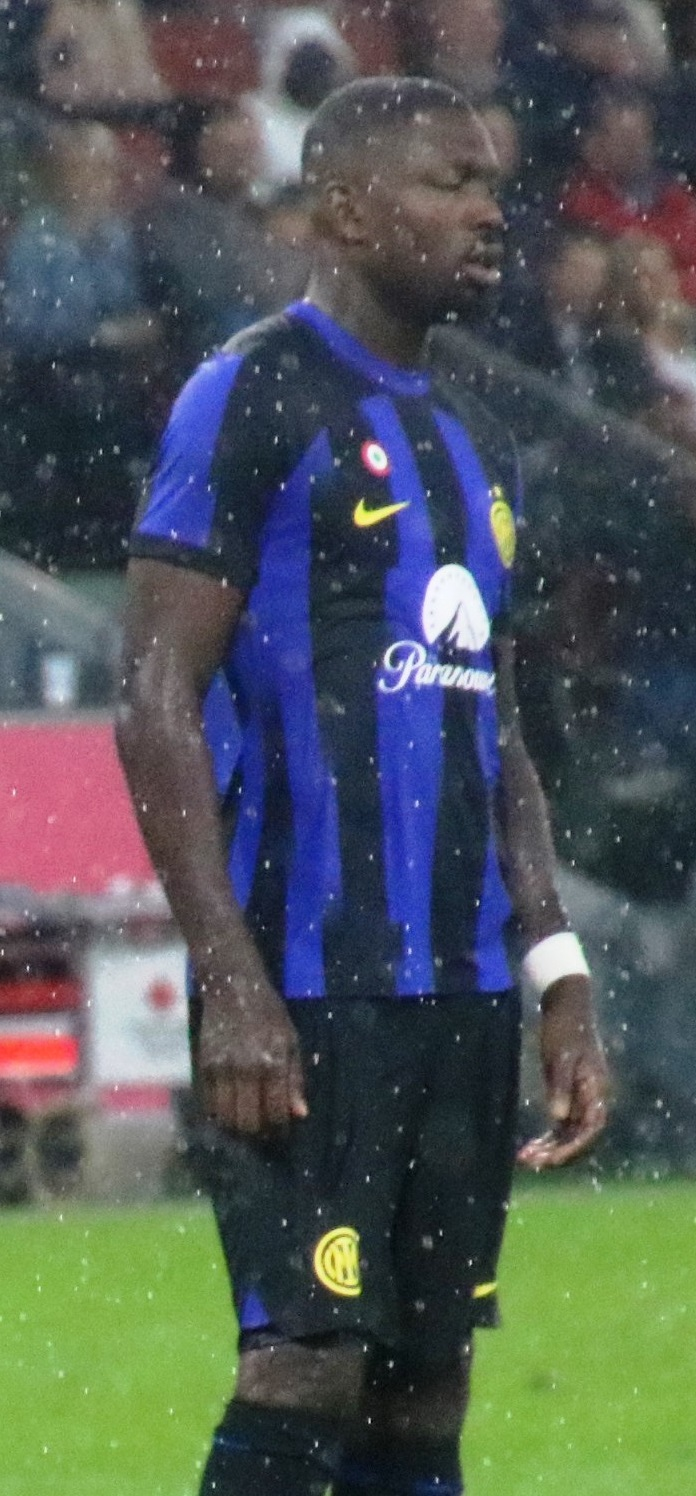
Il francese Thuram è uno dei protagonisti della stagione dei nerazzurri, migliorando i suoi numeri realizzativi: a fine stagione è il miglior marcatore dei meneghini in campionato con 14 reti.

Tornata in campo dopo la sosta per le nazionali di ottobre, l'Inter ottiene due vittorie di misura consecutive contro la Roma in campionato e lo Young Boys in Champions League, entrambe in trasferta. Questi due successi sono seguiti da un rocambolesco pareggio per 4-4 contro la Juventus, che fa scivolare i nerazzurri a quattro lunghezze dal primo posto occupato dal Napoli. Nelle due giornate seguenti, tuttavia, la distanza viene accorciata a un solo punto, per effetto delle vittorie dei meneghini raccolte contro l'Empoli e il Venezia e il contestuale passo falso dei partenopei contro l'Atalanta. Nello scontro diretto proprio con il Napoli, seguito al successo in Champions League contro l'Arsenal, l'Inter impatta per 1-1 e mantiene inalterata la distanza dalla vetta. Al ritorno dalla sosta per le nazionali di novembre, i nerazzurri ottengono due successi, contro il Verona nei confini nazionali e contro il RB Lipsia in Europa. In campionato la 14ª giornata è segnata dalla sospensione con conseguente rinvio della partita con la Fiorentina, a causa del malore occorso al centrocampista dei toscani Bove; per effetto del rinvio, i nerazzurri scivolano a quattro lunghezze dal Napoli capolista. Nelle successive tre gare di campionato, l'Inter infila due successi contro Parma e Lazio (l'incontro con i laziali vede i meneghini imporsi per 6-0), inframmezzati dalla sconfitta europea contro il Bayer Leverkusen. A metà dicembre i nerazzurri iniziano anche il loro percorso in Coppa Italia, superando l'Udinese. L'anno solare si chiude con due vittorie in campionato contro Como e Cagliari.
Nel mese di gennaio, per la quarta volta consecutiva e da vincitrice in carica, la Beneamata partecipa alla Supercoppa italiana: superata la semifinale con una vittoria per 2-0 contro l'Atalanta, i nerazzurri mancano di replicare i precedenti tre successi di fila, cedendo in rimonta ai concittadini del Milan (incassando la seconda sconfitta stagionale nel derby). Tornata in campionato, l'Inter supera il Venezia, prima di impattare in casa contro il Bologna nel recupero della 19ª giornata rinviata per l'impegno in Supercoppa italiana. Nei successivi due turni arrivano due vittorie contro Empoli e Lecce, inframmezzate dalla vittoria contro lo Sparta Praga in Champions League, che consente all'Inter di presentarsi all'ultimo turno della competizione europea con la possibilità di terminare tra le prime otto della graduatoria europea: il successo contro il Monaco blinda il quarto posto e il raggiungimento degli ottavi di finale, facendo registrare la miglior difesa della fase campionato di Champions League con un solo gol subito in otto partite. Alla 23ª giornata i nerazzurri impattano contro i rivali cittadini del Milan. Le due gare successive propongono una doppia sfida contro la Fiorentina: se nella prosecuzione della 14ª giornata rinviata a dicembre matura una netta sconfitta, nella 24ª i meneghini ottengono una vittoria. Dopo una sconfitta contro la Juventus, nella 26ª giornata l'Inter supera il Genoa e, complice la sconfitta del Napoli contro il Como, sale in testa alla classifica per la prima volta in stagione. Nel turno successivo, è in programma lo scontro diretto proprio contro i partenopei, che termina in pareggio. Nel frattempo, i nerazzurri superano la Lazio nei quarti di finale della coppa nazionale e ottengono l'accesso alle semifinali. All'inizio di marzo, l'Inter è impegnata nuovamente in Europa per gli ottavi di finale di Champions League: i meneghini eliminano gli olandesi del Feyenoord con due vittorie, prima in trasferta e poi in casa, inframmezzate dal successo in campionato contro il fanalino di coda Monza. Alla 29ª giornata i nerazzurri si impongono anche contro l'Atalanta, distanziando i bergamaschi di sei lunghezze.
Al ritorno dalla sosta per le nazionali di marzo, l'Inter ottiene un successo casalingo contro l'Udinese in campionato, prima di essere fermata dal Parma, che impone ai meneghini il pareggio. Impattata nel frattempo anche la gara d'andata delle semifinali di Coppa Italia contro il Milan, i nerazzurri ad aprile si trovano a dover fronteggiare il Bayern Monaco nei quarti di finale di Champions League: la vittoria esterna per 2-1 (che interrompe una striscia di imbattibilità casalinga di 4 anni della squadra bavarese in Champions League) e il pareggio casalingo per 2-2 valgono l'approdo in semifinale per la seconda volta nelle ultime tre edizioni. Nel mezzo del doppio impegno europeo con i bavaresi, i meneghini battono il Cagliari in campionato. Tra la 33ª e la 34ª giornata l'Inter subisce due sconfitte consecutive nelle partite contro il Bologna e contro la Roma, venendo prima agganciata e poi superata in testa alla classifica dal Napoli, vittorioso contro l'Empoli e il Monza. In mezzo alle due sconfitte in campionato, i nerazzurri perdono per 3-0 anche la gara di ritorno delle semifinali di Coppa Italia, venendo estromessi dai rivali cittadini. Con lo scudetto che sembra allontanarsi, l'Inter è opposta al Barcellona nelle semifinali di Champions League: nella gara d'andata i nerazzurri escono imbattuti dallo stadio di Montjuïc grazie ad un pareggio per 3-3, mentre in quella di ritorno superano gli spagnoli per 4-3 dopo i tempi supplementari, guadagnandosi l'accesso alla finale a due anni di distanza dalla precedente. A livello statistico, con questa vittoria, Inzaghi diventa l'allenatore interista con il maggior numero di successi nella Coppa dei Campioni/Champions League e nelle competizioni UEFA (25). Nel mezzo della doppia sfida contro i catalani arriva il successo con il Verona, seguito in campionato dalla vittoria contro il Torino che accorcia la distanza dal Napoli a un punto. Con il gol segnato ai granata dall'acquisto invernale Zalewski, il diciannovesimo marcatore diverso in stagione in Serie A, viene registrato un nuovo record nella storia del club; inoltre, tutti e 21 i giocatori di movimento presenti in rosa hanno segnato almeno una rete, includendo i gol segnati in Champions League da Pavard e Acerbi. Alla 37ª giornata, però, l'Inter spreca la possibilità di superare i partenopei, fermati sul pareggio dal Parma, non andando oltre un pareggio casalingo con la Lazio. L'ultimo turno vede quindi la vittoria contro il Como, resa ininfluente dal contemporaneo successo del Napoli, che determina il secondo posto finale dei nerazzurri.
Il 31 maggio, nella finale andata in scena all'Allianz Arena di Monaco di Baviera, l'Inter subisce una pesante sconfitta per 5-0 dai francesi del Paris Saint-Germain, mai affrontati in precedenza in competizioni UEFA: questo rovescio fa registrare anche il peggiore scarto in una finale nella storia della massima competizione calcistica europea.
Tre giorni dopo l'atto conclusivo della Champions League, il tecnico Simone Inzaghi e il club scelgono di separarsi dopo quattro stagioni e sei trofei conquistati. Per sostituire il tecnico piacentino nella Coppa del mondo per club, l'Inter sceglie Cristian Chivu, che fa ritorno in nerazzurro dopo le esperienze precedenti sia come giocatore tra il 2007 e il 2014 che come allenatore delle formazioni giovanili tra il 2018 e il 2024. In vista del torneo iridato, potendo usufruire di una finestra speciale di mercato, i meneghini si rinforzano con gli acquisti dei centrocampisti Sučić dalla Dinamo Zagabria e Luis Henrique dall'Olympique Marsiglia, oltreché con i ritorni dai rispettivi prestiti degli attaccanti Sebastiano e Pio Esposito e del centrocampista Carboni.
Nella Coppa del mondo per club disputata negli Stati Uniti, l'Inter, dopo il pareggio all'esordio contro la squadra messicana del Monterrey nella partita giocata al Rose Bowl di Pasadena, vince le successive due partite disputate al Lumen Field di Seattle: contro i giapponesi degli Urawa Red Diamonds per 2-1 e contro gli argentini del River Plate per 2-0, superando il girone al primo posto. I nerazzurri concludono la stagione venendo eliminati a Charlotte negli ottavi di finale, perdendo 2-0 contro i brasiliani del Fluminense e ponendo fine all'imbattibilità nella competizione durata 5 partite in due edizioni. Con 119 reti segnate, la stagione 2024-2025 risulta essere la più prolifica della storia nerazzurra.

## Divise e sponsor
Lo sponsor tecnico per la stagione 2024-2025 è Nike, dopo il rinnovo della stagione precedente, mentre gli sponsor ufficiali sono il main sponsor Betsson Sport, lo sleeve sponsor Gate.io e il back sponsor U-Power, quest'ultimo confermato. Gli sponsor ufficiali del kit d'allenamento sono invece il main sponsor Qatar Airways, lo sleeve sponsor BPER Banca e il back sponsor Konami, quest'ultimo confermato.
La maglia home, che vede il ritorno dello scudetto e il debutto della seconda stella conquistata nella stagione precedente, presenta le tradizionali righe verticali nerazzurre accostate a righe diagonali e disallineate tra loro, una reinterpretazione moderna e dinamica che parte dal fronte della maglia in corrispondenza dello scudetto e prosegue sul retro; il colletto a V è nerazzurro, così come i bordi delle maniche. Lo swoosh caratteristico dello sponsor tecnico è in bianco, mentre lo stemma è in oro e trova spazio al centro della maglia, con lo scudetto applicato a sinistra. I pantaloncini sono neri e presentano lo stesso motivo con le righe nerazzurre diagonali utilizzato sulla maglia. I calzettoni sono anch'essi neri e decorati con quattro righine azzurre al centro.
La maglia away è bianca con inserti grigi, colore utilizzato dagli stilisti dell'alta moda milanese fin dagli anni 1970 e che prende ispirazione dall'estetica gotica e industriale della città di Milano; sono grigi il colletto, i bordi delle maniche e le bande sui fianchi. Lo swoosh caratteristico dello sponsor tecnico è in grigio, così come lo stemma monocromatico, che in questa maglia trova spazio a sinistra con lo scudetto spostato al centro. I pantaloncini sono bianchi con inserti grigi ai lati. I calzettoni sono anch'essi bianchi e decorati con quattro righine grigie al centro.
La maglia third è gialla con motivi blu scuro sui lati e sulle maniche ed è ispirata all'architettura di Milano, rendendo omaggio agli artisti e ai designer meneghini che sono andati controcorrente, proponendo uno stile inusuale; il colletto è a V giallo e blu scuro, con all'interno la data di fondazione della squadra femminile, mentre i bordi delle maniche sono blu scuro. Lo swoosh dello sponsor tecnico è doppio e verticale, per simboleggiare la crescita del calcio femminile, ed è blu scuro; anche lo stemma monocromatico è blu scuro e in questa maglia è posto al centro, con lo scudetto applicato a sinistra. I pantaloncini sono blu scuro con inserti gialli ai lati. I calzettoni sono gialli con inserti blu scuro.
Nella gara di campionato contro l'Udinese del 28 settembre 2024, i giocatori hanno indossato la maglia third abbinata a pantaloncini gialli, al posto dei tradizionali blu scuro: tale circostanza si è ripetuta nella trasferta di campionato contro il Bologna del 20 aprile, in Champions League contro il Feyenoord del 5 marzo 2025 e valevole per l'andata degli ottavi di finale e nella finale contro il Paris Saint-Germain del 31 maggio.
Nella gara di campionato contro il Cagliari del 12 aprile 2025, i giocatori sono scesi in campo con una versione speciale della maglia away realizzata in collaborazione con il campione di motociclismo Valentino Rossi, noto sostenitore dei nerazzurri, in occasione dei suoi 46 anni: la maglia presenta una riga verticale giallo fluo nella parte centrale e il numero "46" sotto lo swoosh della Nike.
Nella gara di campionato contro il Torino dell'11 maggio 2025, i giocatori hanno indossato la maglia away abbinata a pantaloncini grigi, realizzati per l'occasione, al posto dei tradizionali bianchi.
| Casa | Casa (Coppa del mondo per club) | Trasferta | Trasferta (alternativa VR46) | Trasferta (alternativa) | Trasferta (Coppa del mondo per club) | Terza divisa | Terza divisa (alternativa) |

Per i portieri sono disponibili quattro divise in varianti nero, giallo, arancione e verde.
| 1ª portiere | 1ª portiere (Coppa del mondo per club) | 2ª portiere | 2ª portiere (Coppa del mondo per club) | 3ª portiere | 3ª portiere (Coppa del mondo per club) | 4ª portiere | 4ª portiere (Coppa del mondo per club) |

## Organigramma societario
Area direttiva
- Presidente: Giuseppe Marotta
- Vice Presidente: Javier Zanetti
- Consiglio di Amministrazione:[93] Giuseppe Marotta, Alessandro Antonello[94], Alejandro Cano, Katherine Ralph, Renato Meduri, Carlo Ligori, Delphine Nannan, Fausto Zanetton, Amedeo Carassai, Carlo Marchetti
- Consiglio di Amministrazione:[95] Giuseppe Marotta, Alejandro Cano, Katherine Ralph, Renato Meduri, Carlo Ligori, Delphine Nannan, Fausto Zanetton, Claudia D'Arpizio, Diego Gigliani, Massimiliano Catanese
- Collegio sindacale. Sindaci effettivi: Alessandro Padula, Roberto Cassader, Simone Biagiotti
- Amministratore Delegato Corporate: Alessandro Antonello[94]
- Amministratore Delegato Sport: Giuseppe Marotta
- Chief Revenue Officer: Luca Danovaro, poi Giorgio Ricci[96]
- Chief Financial Officer: Andrea Accinelli
- Chief People Officer: Lionel Sacchi
- Chief Operating Officer: Mark Van Huuksloot

Area comunicazione
- Chief Communications Officer: Matteo Pedinotti
- Media House Director: Roberto Monzani
- Head of Press Office and Editorial Content: Leo Picchi
- Responsabile Rapporti con i Media ed Eventi di Comunicazione: Luigi Crippa
- Ufficio Stampa: Daria Nicoli, Andrea Dal Canton, Federica Sala
- Presidente Onorario Inter Club: Bedy Moratti
- Direttore Responsabile Inter TV: Roberto Scarpini

Area sportiva
- Direttore sportivo: Piero Ausilio
- Vice Direttore Sportivo: Dario Baccin
- Club manager: Riccardo Ferri
- Team manager: Matteo Tagliacarne

Area tecnica
- Allenatore: Simone Inzaghi,[99] poi Cristian Chivu[100]
- Vice allenatore: Massimiliano Farris,[99] poi Aleksandar Kolarov[101]
- Collaboratori tecnici: Ferruccio Cerasaro,[99] Riccardo Rocchini,[99] Mario Cecchi, poi Angelo Palombo[100]
- Preparatori atletici: Fabio Ripert,[99] Claudio Spicciarello,[99] poi Stefano Rapetti,[100] Maurizio Franchini[100]
- Preparatore dei portieri: Gianluca Zappalà,[99] Gianluca Spinelli, poi Paolo Orlandoni[100]

Football analysis area
- Responsabile area match analysis: Filippo Lorenzon
- Match analysts: Stefano Castellani, Giacomo Toninato, Salvatore Rustico
- Fitness data analyst: Marcello Muratore

Area sanitaria
- Responsabile settore medico: Piero Volpi
- Medici prima squadra: Claudio Sprenger, Alessandro Quaglia, Lorenzo Brambilla
- Coordinatore fisioterapisti: Marco Dellacasa
- Fisioterapisti: Leonardo Arici, Ramon Cavallin, Miro Carli, Davide Lama,
- Fisioterapista/osteopata: Andrea Veschi
- Nutrizionista: Matteo Pincella

## Rosa
Rosa e numerazione aggiornate al 12 giugno 2025.
| N. |                        | Ruolo | Calciatore                     |
| -- | ---------------------- | ----- | ------------------------------ |
| 1  | Svizzera (bandiera)    | P     | Yann Sommer                    |
| 2  | Paesi Bassi (bandiera) | D     | Denzel Dumfries                |
| 6  | Paesi Bassi (bandiera) | D     | Stefan de Vrij                 |
| 7  | Polonia (bandiera)     | C     | Piotr Zieliński                |
| 8  | Austria (bandiera)     | A     | Marko Arnautović               |
| 8  | Croazia (bandiera)     | C     | Petar Sučić                    |
| 9  | Francia (bandiera)     | A     | Marcus Thuram                  |
| 10 | Argentina (bandiera)   | A     | Lautaro Martínez (capitano)    |
| 11 | Argentina (bandiera)   | A     | Joaquín Correa                 |
| 11 | Brasile (bandiera)     | C     | Luis Henrique                  |
| 12 | Italia (bandiera)      | P     | Raffaele Di Gennaro            |
| 13 | Spagna (bandiera)      | P     | Josep Martínez                 |
| 15 | Italia (bandiera)      | D     | Francesco Acerbi               |
| 16 | Italia (bandiera)      | C     | Davide Frattesi                |
| 17 | Canada (bandiera)      | C     | Tajon Buchanan                 |
| 20 | Turchia (bandiera)     | C     | Hakan Çalhanoğlu               |
| 21 | Albania (bandiera)     | C     | Kristjan Asllani               |
| 22 | Armenia (bandiera)     | C     | Henrix Mxit'aryan              |
| 23 | Italia (bandiera)      | C     | Nicolò Barella (vice-capitano) |
| 24 | Italia (bandiera)      | A     | Eddie Salcedo                  |

| N. |                      | Ruolo | Calciatore             |
| -- | -------------------- | ----- | ---------------------- |
| 28 | Francia (bandiera)   | D     | Benjamin Pavard        |
| 29 | Slovenia (bandiera)  | A     | Luka Topalović         |
| 30 | Brasile (bandiera)   | C     | Carlos Augusto         |
| 31 | Germania (bandiera)  | D     | Yann Aurel Bisseck     |
| 32 | Italia (bandiera)    | D     | Federico Dimarco       |
| 36 | Italia (bandiera)    | D     | Matteo Darmian         |
| 40 | Italia (bandiera)    | P     | Alessandro Calligaris  |
| 42 | Argentina (bandiera) | D     | Tomás Palacios         |
| 45 | Argentina (bandiera) | C     | Valentín Carboni       |
| 48 | Italia (bandiera)    | D     | Gabriele Re Cecconi    |
| 49 | Italia (bandiera)    | A     | Giacomo De Pieri       |
| 50 | Italia (bandiera)    | D     | Mike Aidoo             |
| 52 | Italia (bandiera)    | C     | Thomas Berenbruch      |
| 58 | Italia (bandiera)    | D     | Matteo Cocchi          |
| 59 | Polonia (bandiera)   | C     | Nicola Zalewski        |
| 70 | Italia (bandiera)    | A     | Sebastiano Esposito    |
| 94 | Italia (bandiera)    | A     | Francesco Pio Esposito |
| 95 | Italia (bandiera)    | D     | Alessandro Bastoni     |
| 99 | Iran (bandiera)      | A     | Mehdi Taremi           |

## Calciomercato

### Sessione estiva(dal 1/7 al 30/8)
| Acquisti         | Acquisti            | Acquisti                | Acquisti                                               |
| R.               | Nome                | da                      | Modalità                                               |
| ---------------- | ------------------- | ----------------------- | ------------------------------------------------------ |
| P                | Josep Martínez      | Genoa                   | definitivo (13,5 milioni € più 1,5 milioni € di bonus) |
| D                | Tomás Palacios      | Independiente Rivadavia | definitivo (6,5 milioni € più 5,5 milioni € di bonus)  |
| C                | Piotr Zieliński     |                         | svincolato                                             |
| A                | Mehdi Taremi        |                         | svincolato                                             |
| Altre operazioni |                     |                         |                                                        |
| R.               | Nome                | da                      | Modalità                                               |
| P                | Ionuț Radu          | Bournemouth             | fine prestito                                          |
| P                | Filip Stanković     | Sampdoria               | fine prestito                                          |
| D                | Franco Carboni      | Ternana                 | fine prestito                                          |
| D                | Franco Carboni      | River Plate             | fine prestito                                          |
| D                | Zinho Vanheusden    | Standard Liegi          | fine prestito                                          |
| D                | Mattia Zanotti      | San Gallo               | fine prestito                                          |
| C                | Lucien Agoumé       | Siviglia                | fine prestito                                          |
| C                | Valentín Carboni    | Monza                   | fine prestito                                          |
| C                | Carlos Augusto      | Monza                   | riscatto del cartellino (13 milioni €)                 |
| C                | Davide Frattesi     | Sassuolo                | riscatto del cartellino (29 milioni €)                 |
| C                | Gaetano Oristanio   | Cagliari                | fine prestito                                          |
| A                | Marko Arnautović    | Bologna                 | riscatto del cartellino (8 milioni €)                  |
| A                | Joaquín Correa      | Olympique Marsiglia     | fine prestito                                          |
| A                | Sebastiano Esposito | Sampdoria               | fine prestito                                          |
| A                | Eddie Salcedo       | Lecco                   | fine prestito                                          |
| A                | Martín Satriano     | Brest                   | fine prestito                                          |

| Cessioni         | Cessioni               | Cessioni            | Cessioni |
| R.               | Nome                   | a                   | Modalità |
| ---------------- | ---------------------- | ------------------- | --- |
| P                | Emil Audero            | Sampdoria           | fine prestito |
| C                | Juan Cuadrado          |                     | svincolato |
| C                | Davy Klaassen          |                     | svincolato |
| C                | Stefano Sensi          |                     | svincolato |
| A                | Alexis Sánchez         |                     | svincolato |
| Altre operazioni |                        |                     | |
| R.               | Nome                   | a                   | Modalità |
| P                | Filip Stanković        | Venezia             | prestito con diritto di opzione                                                                                       |
| D                | Franco Carboni         | River Plate         | prestito con diritto di opzione (4 milioni €)                                                                         |
| D                | Franco Carboni         | Venezia             | prestito con diritto di opzione e contro-opzione                                                                      |
| D                | Alessandro Fontanarosa | Reggiana            | prestito |
| D                | Zinho Vanheusden       | Malines             | prestito con diritto di opzione                                                                                       |
| D                | Mattia Zanotti         | Lugano              | definitivo (2,5 milioni €)                                                                                            |
| C                | Aleksandar Stanković   | Lucerna             | prestito con diritto di opzione e contro-opzione                                                                      |
| C                | Lucien Agoumé          | Siviglia            | definitivo (4 milioni €)                                                                                              |
| C                | Valentín Carboni       | Olympique Marsiglia | prestito (1 milione €) con diritto di opzione (35 milioni € più 4 milioni € di bonus) e contro-opzione (40 milioni €) |
| C                | Gaetano Oristanio      | Venezia             | definitivo (4 milioni €)                                                                                              |
| A                | Sebastiano Esposito    | Empoli              | prestito con diritto di opzione                                                                                       |
| A                | Issiaka Kamate         | AVS                 | prestito |
| A                | Martín Satriano        | Lens                | prestito (1 milione €) con obbligo di riscatto (5 milioni €)                                                          |

### Sessione invernale(dal 2/1 al 3/2)
| Acquisti         | Acquisti        | Acquisti | Acquisti                                                     |
| R.               | Nome            | da       | Modalità                                                     |
| ---------------- | --------------- | -------- | ------------------------------------------------------------ |
| C                | Nicola Zalewski | Roma     | prestito (600 mila €) con diritto di opzione (6,5 milioni €) |
| Altre operazioni |                 |          |                                                              |
| R.               | Nome            | da       | Modalità                                                     |
| A                | Issiaka Kamate  | AVS      | fine prestito                                                |

| Cessioni         | Cessioni       | Cessioni   | Cessioni                                                     |
| R.               | Nome           | a          | Modalità                                                     |
| ---------------- | -------------- | ---------- | ------------------------------------------------------------ |
| D                | Tomás Palacios | Monza      | prestito                                                     |
| C                | Tajon Buchanan | Villarreal | prestito (1 milione €) con diritto di opzione (13 milioni €) |
| Altre operazioni |                |            |                                                              |
| R.               | Nome           | da         | Modalità                                                     |
| A                | Issiaka Kamate | Modena     | prestito                                                     |

### Sessione primaverile(dal 1/6 al 10/6)
| Acquisti         | Acquisti               | Acquisti            | Acquisti                                |
| R.               | Nome                   | da                  | Modalità                                |
| ---------------- | ---------------------- | ------------------- | --------------------------------------- |
| C                | Luis Henrique          | Olympique Marsiglia | definitivo (23 milioni €)               |
| C                | Petar Sučić            | Dinamo Zagabria     | definitivo (14 milioni €)               |
| C                | Nicola Zalewski        | Roma                | riscatto del cartellino (6,3 milioni €) |
| Altre operazioni |                        |                     |                                         |
| R.               | Nome                   | da                  | Modalità                                |
| D                | Tomás Palacios         | Monza               | fine prestito                           |
| A                | Francesco Pio Esposito | Spezia              | fine prestito                           |
| A                | Sebastiano Esposito    | Empoli              | fine prestito                           |

| Cessioni | Cessioni       | Cessioni | Cessioni    | Cessioni |
| R.       | Nome           | a        | Modalità    |          |
| -------- | -------------- | -------- | ----------- | -------- |
| A        | Joaquín Correa |          | risoluzione |          |

### Operazioni esterne alle sessioni
| Acquisti | Acquisti         | Acquisti            | Acquisti      |
| R.       | Nome             | da                  | Modalità      |
| -------- | ---------------- | ------------------- | ------------- |
| C        | Valentín Carboni | Olympique Marsiglia | fine prestito |

| Cessioni | Cessioni      | Cessioni  | Cessioni | Cessioni |
| R.       | Nome          | a         | Modalità |          |
| -------- | ------------- | --------- | -------- | -------- |
| A        | Eddie Salcedo | OFI Creta | prestito |          |

## Risultati

### Serie A

#### Girone di andata
| Arbitro: | Feliciani (Teramo) |

|                             |           |                 |
| Vogliacco 20’ Messias 90+5’ | Marcatori | 30’, 84’ Thuram |

| Arbitro: | Di Marco (Ciampino) |

|                                  |           |  |
| Darmian 5’ Çalhanoğlu 69’ (rig.) | Marcatori |  |

| Arbitro: | Marchetti (Ostia Lido) |

|                                                |           |  |
| Djimsiti 3’ (aut.) Barella 10’ Thuram 47’, 56’ | Marcatori |  |

| Arbitro: | Pairetto (Nichelino) |

|          |           |              |
| Mota 81’ | Marcatori | 88’ Dumfries |

| Arbitro: | Mariani (Aprilia) |

|             |           |                        |
| Dimarco 27’ | Marcatori | 10’ Pulisic 89’ Gabbia |

| Arbitro: | Sacchi (Macerata) |

|                        |           |                                    |
| Kabasele 35’ Lucca 83’ | Marcatori | 1’ Frattesi 45+3’, 47’ L. Martínez |

| Arbitro: | Marcenaro (Genova) |

|                      |           |                              |
| Thuram 25’, 35’, 60’ | Marcatori | 36’ Zapata 86’ (rig.) Vlašić |

| Arbitro: | Massa (Imperia) |

|  |           |                 |
|  | Marcatori | 60’ L. Martínez |

| Arbitro: | Guida (Torre Annunziata) |

|                                                              |           |                                       |
| Zieliński 15’ (rig.), 37’ (rig.) Mxit'aryan 35’ Dumfries 53’ | Marcatori | 20’ Vlahović 26’ Weah 71’, 82’ Yıldız |

| Arbitro: | Marchetti (Ostia Lido) |

|  |           |                                   |
|  | Marcatori | 50’, 67’ Frattesi 79’ L. Martínez |

| Arbitro: | Ferrieri Caputi (Livorno) |

|                 |           |  |
| L. Martínez 65’ | Marcatori |  |

| Arbitro: | Mariani (Aprilia) |

|                |           |               |
| Çalhanoğlu 43’ | Marcatori | 23’ McTominay |

| Arbitro: | Colombo (Como) |

|  |           |                                                    |
|  | Marcatori | 17’ Correa 22’, 25’ Thuram 31’ De Vrij 41’ Bisseck |

| Arbitro: | Doveri (Roma 1) |

|                           |           |  |
| Ranieri 59’ Kean 68’, 89’ | Marcatori |  |

| Arbitro: | Abisso (Palermo) |

|                                    |           |                    |
| Dimarco 40’ Barella 53’ Thuram 66’ | Marcatori | 81’ (aut.) Darmian |

| Arbitro: | Chiffi (Padova) |

|  |           |                                                                                          |
|  | Marcatori | 41’ (rig.) Çalhanoğlu 45’ Dimarco 51’ Barella 53’ Dumfries 77’ Carlos Augusto 90’ Thuram |

| Arbitro: | Giua (Olbia) |

|                                 |           |  |
| Carlos Augusto 48’ Thuram 90+2’ | Marcatori |  |

| Arbitro: | Doveri (Roma 1) |

|  |           |                                                   |
|  | Marcatori | 53’ Bastoni 71’ L. Martínez 78’ (rig.) Çalhanoğlu |

| Arbitro: | Pairetto (Nichelino) |

|                                |           |                     |
| Dumfries 19’ L. Martínez 45+1’ | Marcatori | 15’ Castro 64’ Holm |

#### Girone di ritorno
| Arbitro: | Piccinini (Forlì) |

|  |           |             |
|  | Marcatori | 16’ Darmian |

| Arbitro: | Feliciani (Teramo) |

|                                         |           |              |
| L. Martínez 55’ Dumfries 79’ Thuram 89’ | Marcatori | 83’ Esposito |

| Arbitro: | Marinelli (Tivoli) |

|  |           |                                                            |
|  | Marcatori | 6’ Frattesi 39’ L. Martínez 57’ Dumfries 61’ (rig.) Taremi |

| Arbitro: | Chiffi (Padova) |

|               |           |               |
| Reijnders 45’ | Marcatori | 90+3’ De Vrij |

| Arbitro: | La Penna (Roma 1) |

|                                     |           |                       |
| Pongračić 28’ (aut.) Arnautović 52’ | Marcatori | 44’ (rig.) Mandragora |

| Arbitro: | Mariani (Aprilia) |

|               |           |  |
| Conceição 74’ | Marcatori |  |

| Arbitro: | Piccinini (Forlì) |

|                 |           |  |
| L. Martínez 78’ | Marcatori |  |

| Arbitro: | Doveri (Roma 1) |

|             |           |             |
| Billing 87’ | Marcatori | 22’ Dimarco |

| Arbitro: | Zufferli (Udine) |

|                                                          |           |                          |
| Arnautović 45+1’ Çalhanoğlu 64’ Kyriakopoulos 77’ (aut.) | Marcatori | 32’ Birindelli 44’ Baldé |

| Arbitro: | Massa (Imperia) |

|  |           |                                    |
|  | Marcatori | 54’ Carlos Augusto 87’ L. Martínez |

| Arbitro: | Chiffi (Padova) |

|                             |           |           |
| Arnautović 12’ Frattesi 29’ | Marcatori | 71’ Solet |

| Arbitro: | Doveri (Roma 1) |

|                          |           |                        |
| Bernabé 60’ Ondrejka 69’ | Marcatori | 15’ Darmian 45’ Thuram |

| Arbitro: | Di Bello (Brindisi) |

|                                            |           |             |
| Arnautović 13’ L. Martínez 26’ Bisseck 55’ | Marcatori | 48’ Piccoli |

| Arbitro: | Colombo (Como) |

|                |           |  |
| Orsolini 90+4’ | Marcatori |  |

| Arbitro: | Fabbri (Ravenna) |

|  |           |           |
|  | Marcatori | 22’ Soulé |

| Arbitro: | Manganiello (Pinerolo) |

|                   |           |  |
| Asllani 9’ (rig.) | Marcatori |  |

| Arbitro: | La Penna (Roma 1) |

|  |           |                                 |
|  | Marcatori | 14’ Zalewski 49’ (rig.) Asllani |

| Arbitro: | Chiffi (Padova) |

|                            |           |                       |
| Bisseck 45+2’ Dumfries 79’ | Marcatori | 72’, 90’ (rig.) Pedro |

| Arbitro: | Massa (Imperia) |

|  |           |                        |
|  | Marcatori | 20’ De Vrij 51’ Correa |

### Coppa Italia

#### Fase finale
| Arbitro: | Massimi (Termoli) |

|                              |           |  |
| Arnautović 30’ Asllani 45+2’ | Marcatori |  |

| Arbitro: | Fabbri (Ravenna) |

|                                      |           |  |
| Arnautović 39’ Çalhanoğlu 77’ (rig.) | Marcatori |  |

| Arbitro: | Fabbri (Ravenna) |

|             |           |                |
| Abraham 47’ | Marcatori | 67’ Çalhanoğlu |

| Arbitro: | Doveri (Roma 1) |

|  |           |                              |
|  | Marcatori | 36’, 49’ Jović 85’ Reijnders |

### UEFA Champions League

#### Fase campionato
| Manchester 18 settembre 2024, ore 21:00 CEST 1ª giornata | Manchester City | 0 – 0 referto | Inter | City of Manchester Stadium (50 922 spett.)\| Arbitro: \| Nyberg \| |
| Arbitro:                                                 | Nyberg          |               |       |                                                                    |

| Arbitro: | Zwayer |

|                                                                 |           |  |
| Çalhanoğlu 11’ Arnautović 59’ L. Martínez 71’ Taremi 81’ (rig.) | Marcatori |  |

| Arbitro: | Oliver |

|  |           |              |
|  | Marcatori | 90+3’ Thuram |

| Arbitro: | Kovács |

|                         |           |  |
| Çalhanoğlu 45+3’ (rig.) | Marcatori |  |

| Arbitro: | Pinheiro |

|                   |           |  |
| Lukeba 27’ (aut.) | Marcatori |  |

| Arbitro: | Vinčić |

|             |           |  |
| Mukiele 90’ | Marcatori |  |

| Arbitro: | Hernández Hernández |

|  |           |                 |
|  | Marcatori | 12’ L. Martínez |

| Arbitro: | Peljto |

|                                 |           |  |
| L. Martínez 4’ (rig.), 16’, 67’ | Marcatori |  |

#### Fase a eliminazione diretta
| Arbitro: | Eskås |

|  |           |                            |
|  | Marcatori | 38’ Thuram 50’ L. Martínez |

| Arbitro: | Kružliak |

|                                 |           |                  |
| Thuram 8’ Çalhanoğlu 51’ (rig.) | Marcatori | 42’ (rig.) Moder |

| Arbitro: | Schärer |

|            |           |                              |
| Müller 85’ | Marcatori | 38’ L. Martínez 88’ Frattesi |

| Arbitro: | Vinčić |

|                            |           |                   |
| L. Martínez 58’ Pavard 61’ | Marcatori | 52’ Kane 76’ Dier |

| Arbitro: | Turpin |

|                                        |           |                             |
| Yamal 24’ Torres 38’ Sommer 65’ (aut.) | Marcatori | 1’ Thuram 21’, 64’ Dumfries |

| Arbitro: | Marciniak |

|                                                                   |           |                                  |
| L. Martínez 21’ Çalhanoğlu 45+1’ (rig.) Acerbi 90+3’ Frattesi 99’ | Marcatori | 54’ García 60’ Olmo 87’ Raphinha |

| Arbitro: | Kovács |

|                                                        |           |  |
| Hakimi 12’ Doué 20’, 63’ K'varatskhelia 73’ Mayulu 86’ | Marcatori |  |

### Supercoppa italiana
| Arbitro: | Chiffi (Padova) |

|                   |           |  |
| Dumfries 49’, 61’ | Marcatori |  |

| Arbitro: | Sozza (Seregno) |

|                              |           |                                         |
| L. Martínez 45+1’ Taremi 47’ | Marcatori | 52’ Hernández 80’ Pulisic 90+3’ Abraham |

### Coppa del mondo per club FIFA

#### Fase a gironi
| Arbitro: | Sampaio |

|           |           |                 |
| Ramos 25’ | Marcatori | 42’ L. Martínez |

| Arbitro: | Beida |

|                               |           |              |
| L. Martínez 78’ Carboni 90+2’ | Marcatori | 11’ Watanabe |

| Arbitro: | Tantashev |

|                               |           |  |
| P. Esposito 72’ Bastoni 90+3’ | Marcatori |  |

#### Fase a eliminazione diretta
| Arbitro: | Barton |

|  |           |                        |
|  | Marcatori | 3’ Cano 90+3’ Hércules |

## Statistiche

### Statistiche di squadra
| Competizione             | Punti | In casa | In casa | In casa | In casa | In casa | In casa | In trasferta | In trasferta | In trasferta | In trasferta | In trasferta | In trasferta | In campo neutro | In campo neutro | In campo neutro | In campo neutro | In campo neutro | In campo neutro | Totale | Totale | Totale | Totale | Totale | Totale | DR  |
| Competizione             | Punti | G       | V       | N       | P       | Gf      | Gs      | G            | V            | N            | P            | Gf           | Gs           | G               | V               | N               | P               | Gf              | Gs              | G      | V      | N      | P      | Gf     | Gs     | DR  |
| ------------------------ | ----- | ------- | ------- | ------- | ------- | ------- | ------- | ------------ | ------------ | ------------ | ------------ | ------------ | ------------ | --------------- | --------------- | --------------- | --------------- | --------------- | --------------- | ------ | ------ | ------ | ------ | ------ | ------ | --- |
| Serie A                  | 81    | 19      | 13      | 4       | 2       | 40      | 21      | 19           | 11           | 5            | 3            | 39           | 14           | 0               | 0               | 0               | 0               | 0               | 0               | 38     | 24     | 9      | 5      | 79     | 35     | +44 |
| Coppa Italia             | -     | 3       | 2       | 0       | 1       | 4       | 3       | 1            | 0            | 1            | 0            | 1            | 1            | 0               | 0               | 0               | 0               | 0               | 0               | 4      | 2      | 1      | 1      | 5      | 4      | +1  |
| Champions League         | 19    | 7       | 6       | 1       | 0       | 17      | 6       | 7            | 4            | 2            | 1            | 9            | 5            | 1               | 0               | 0               | 1               | 0               | 5               | 15     | 10     | 3      | 2      | 26     | 16     | +10 |
| Supercoppa italiana      | -     | 0       | 0       | 0       | 0       | 0       | 0       | 0            | 0            | 0            | 0            | 0            | 0            | 2               | 1               | 0               | 1               | 4               | 3               | 2      | 1      | 0      | 1      | 4      | 3      | +1  |
| Coppa del mondo per club | 7     | 0       | 0       | 0       | 0       | 0       | 0       | 0            | 0            | 0            | 0            | 0            | 0            | 4               | 2               | 1               | 1               | 5               | 4               | 4      | 2      | 1      | 1      | 5      | 4      | +1  |
| Totale                   | -     | 29      | 21      | 5       | 3       | 61      | 30      | 27           | 15           | 8            | 4            | 49           | 20           | 7               | 3               | 1               | 3               | 9               | 12              | 63     | 39     | 14     | 10     | 119    | 62     | +57 |

### Andamento in campionato
| Giornata  | 1 | 2 | 3 | 4 | 5 | 6 | 7 | 8 | 9 | 10 | 11 | 12 | 13 | 14 | 15 | 16 | 17 | 18 | 19 | 20 | 21 | 22 | 23 | 24 | 25 | 26 | 27 | 28 | 29 | 30 | 31 | 32 | 33 | 34 | 35 | 36 | 37 | 38 |
| --------- | - | - | - | - | - | - | - | - | - | -- | -- | -- | -- | -- | -- | -- | -- | -- | -- | -- | -- | -- | -- | -- | -- | -- | -- | -- | -- | -- | -- | -- | -- | -- | -- | -- | -- | -- |
| Luogo     | T | C | C | T | C | T | C | T | C | T  | C  | C  | T  | T  | C  | T  | C  | T  | C  | T  | C  | T  | T  | C  | T  | C  | T  | C  | T  | C  | T  | C  | T  | C  | C  | T  | C  | T  |
| Risultato | N | V | V | N | P | V | V | V | N | V  | V  | N  | V  | P  | V  | V  | V  | V  | N  | V  | V  | V  | N  | V  | P  | V  | N  | V  | V  | V  | N  | V  | P  | P  | V  | V  | N  | V  |
| Posizione | 5 | 2 | 1 | 3 | 6 | 3 | 2 | 2 | 2 | 2  | 2  | 2  | 2  | 3  | 3  | 3  | 3  | 3  | 3  | 2  | 2  | 2  | 2  | 2  | 2  | 1  | 1  | 1  | 1  | 1  | 1  | 1  | 1  | 2  | 2  | 2  | 2  | 2  |

Legenda:

Luogo: C = Casa; T = Trasferta. Risultato: R = Rinviata; V = Vittoria; N = Pareggio; P = Sconfitta.

### Statistiche dei giocatori
Sono in corsivo i calciatori che hanno lasciato la società a stagione in corso.
| Giocatore      | Serie A  | Serie A | Serie A     | Serie A    | Coppa Italia | Coppa Italia | Coppa Italia | Coppa Italia | Champions League | Champions League | Champions League | Champions League | Altro    | Altro | Altro       | Altro      | Totale   | Totale | Totale      | Totale     |
| Giocatore      | Presenze | Reti    | Ammonizioni | Espulsioni | Presenze     | Reti         | Ammonizioni  | Espulsioni   | Presenze         | Reti             | Ammonizioni      | Espulsioni       | Presenze | Reti  | Ammonizioni | Espulsioni | Presenze | Reti   | Ammonizioni | Espulsioni |
| -------------- | -------- | ------- | ----------- | ---------- | ------------ | ------------ | ------------ | ------------ | ---------------- | ---------------- | ---------------- | ---------------- | -------- | ----- | ----------- | ---------- | -------- | ------ | ----------- | ---------- |
| F. Acerbi      | 23       | 0       | 1           | 0          | 1            | 0            | 1            | 0            | 9                | 1                | 2                | 0                | 0+2      | 0     | 0           | 0          | 35       | 1      | 4           | 0          |
| M. Aidoo       | 0        | 0       | 0           | 0          | 1            | 0            | 0            | 0            | 0                | 0                | 0                | 0                | 0        | 0     | 0           | 0          | 1        | 0      | 0           | 0          |
| M. Arnautović  | 18       | 4       | 0           | 0          | 3            | 2            | 0            | 0            | 7                | 1                | 1                | 0                | 0        | 0     | 0           | 0          | 28       | 7      | 1           | 0          |
| K. Asllani     | 22       | 2       | 4           | 0          | 3            | 1            | 2            | 0            | 8                | 0                | 3                | 0                | 2+4      | 0     | 0+2         | 0          | 39       | 3      | 11          | 0          |
| N. Barella     | 33       | 3       | 4           | 0          | 3            | 0            | 0            | 0            | 13               | 0                | 2                | 0                | 2+4      | 0     | 1+1         | 0          | 55       | 3      | 8           | 0          |
| A. Bastoni     | 33       | 1       | 6           | 1          | 4            | 0            | 0            | 0            | 14               | 0                | 4                | 0                | 2+4      | 0+1   | 1+2         | 0          | 57       | 2      | 13          | 1          |
| T. Berenbruch  | 0        | 0       | 0           | 0          | 1            | 0            | 0            | 0            | 1                | 0                | 0                | 0                | 0        | 0     | 0           | 0          | 2        | 0      | 0           | 0          |
| Y. Bisseck     | 27       | 3       | 4           | 0          | 4            | 0            | 1            | 0            | 13               | 0                | 0                | 0                | 2+0      | 0     | 0           | 0          | 46       | 3      | 5           | 0          |
| T. Buchanan    | 6        | 0       | 0           | 0          | 1            | 0            | 0            | 0            | 0                | 0                | 0                | 0                | 0        | 0     | 0           | 0          | 7        | 0      | 0           | 0          |
| A. Calligaris  | 0        | 0       | 0           | 0          | 0            | 0            | 0            | 0            | 0                | 0                | 0                | 0                | 0        | 0     | 0           | 0          | 0        | 0      | 0           | 0          |
| H. Çalhanoğlu  | 29       | 5       | 4           | 0          | 4            | 2            | 1            | 0            | 12               | 4                | 3                | 0                | 2+0      | 0     | 0           | 0          | 47       | 11     | 8           | 0          |
| V. Carboni     | 0        | 0       | 0           | 0          | 0            | 0            | 0            | 0            | 0                | 0                | 0                | 0                | 0+3      | 0+1   | 0           | 0          | 3        | 1      | 0           | 0          |
| Carlos Augusto | 29       | 3       | 1           | 0          | 2            | 0            | 0            | 0            | 13               | 0                | 2                | 0                | 2+4      | 0     | 1+1         | 0          | 50       | 3      | 5           | 0          |
| M. Cocchi      | 0        | 0       | 0           | 0          | 0            | 0            | 0            | 0            | 1                | 0                | 0                | 0                | 0        | 0     | 0           | 0          | 1        | 0      | 0           | 0          |
| J. Correa      | 19       | 2       | 3           | 0          | 3            | 0            | 0            | 0            | 0                | 0                | 0                | 0                | 0        | 0     | 0           | 0          | 22       | 2      | 3           | 0          |
| M. Darmian     | 29       | 3       | 3           | 0          | 4            | 0            | 0            | 0            | 10               | 0                | 0                | 0                | 2+4      | 0     | 0           | 0          | 49       | 3      | 3           | 0          |
| G. De Pieri    | 0        | 0       | 0           | 0          | 0            | 0            | 0            | 0            | 1                | 0                | 0                | 0                | 0        | 0     | 0           | 0          | 1        | 0      | 0           | 0          |
| R. Di Gennaro  | 0        | 0       | 0           | 0          | 0            | 0            | 0            | 0            | 0                | 0                | 0                | 0                | 0        | 0     | 0           | 0          | 0        | 0      | 0           | 0          |
| F. Dimarco     | 33       | 4       | 3           | 0          | 2            | 0            | 0            | 0            | 10               | 0                | 1                | 0                | 2+4      | 0     | 0           | 0          | 51       | 4      | 4           | 0          |
| S. de Vrij     | 26       | 3       | 2           | 0          | 3            | 0            | 0            | 0            | 9                | 0                | 1                | 0                | 2+3      | 0     | 0           | 0          | 43       | 3      | 3           | 0          |
| D. Dumfries    | 29       | 7       | 4           | 0          | 2            | 0            | 1            | 0            | 12               | 2                | 2                | 0                | 2+2      | 2+0   | 1+1         | 0          | 47       | 11     | 9           | 0          |
| P. Esposito    | -        | -       | -           | -          | -            | -            | -            | -            | -                | -                | -                | -                | 0+2      | 0+1   | 0           | 0          | 2        | 1      | 0           | 0          |
| S. Esposito    | -        | -       | -           | -          | -            | -            | -            | -            | -                | -                | -                | -                | 0+4      | 0     | 0+1         | 0          | 4        | 0      | 1           | 0          |
| D. Frattesi    | 28       | 5       | 1           | 0          | 4            | 0            | 0            | 0            | 13               | 2                | 1                | 0                | 2+0      | 0     | 0           | 0          | 47       | 7      | 2           | 0          |
| Luis Henrique  | -        | -       | -           | -          | -            | -            | -            | -            | -                | -                | -                | -                | 0+3      | 0     | 0           | 0          | 3        | 0      | 0           | 0          |
| J. Martínez    | 5        | -3      | 0           | 0          | 4            | -4           | 0            | 0            | 1                | 0                | 0                | 0                | 0        | 0     | 0           | 0          | 10       | -7     | 0           | 0          |
| L. Martínez    | 31       | 12      | 1           | 0          | 2            | 0            | 0            | 0            | 14               | 9                | 2                | 0                | 2+4      | 1+2   | 0+1         | 0          | 53       | 24     | 4           | 0          |
| H. Mxit'aryan  | 32       | 1       | 4           | 0          | 2            | 0            | 0            | 0            | 13               | 0                | 3                | 0                | 2+4      | 0     | 1+0         | 0          | 53       | 1      | 8           | 0          |
| T. Palacios    | 2        | 0       | 0           | 0          | 1            | 0            | 0            | 0            | 0                | 0                | 0                | 0                | 0        | 0     | 0           | 0          | 3        | 0      | 0           | 0          |
| B. Pavard      | 23       | 0       | 4           | 0          | 2            | 0            | 0            | 0            | 12               | 1                | 2                | 0                | 0+1      | 0     | 0           | 0          | 38       | 1      | 6           | 0          |
| G. Re Cecconi  | 0        | 0       | 0           | 0          | 0            | 0            | 0            | 0            | 0                | 0                | 0                | 0                | 0        | 0     | 0           | 0          | 0        | 0      | 0           | 0          |
| E. Salcedo     | 0        | 0       | 0           | 0          | 0            | 0            | 0            | 0            | 0                | 0                | 0                | 0                | 0        | 0     | 0           | 0          | 0        | 0      | 0           | 0          |
| Y. Sommer      | 33       | -32     | 0           | 0          | 0            | 0            | 0            | 0            | 14               | -16              | 0                | 0                | 2+4      | -3+-4 | 0           | 0          | 53       | -55    | 0           | 0          |
| P. Sučić       | -        | -       | -           | -          | -            | -            | -            | -            | -                | -                | -                | -                | 0+4      | 0     | 0           | 0          | 4        | 0      | 0           | 0          |
| M. Taremi      | 26       | 1       | 1           | 0          | 3            | 0            | 0            | 0            | 12               | 1                | 0                | 0                | 2+0      | 1+0   | 0           | 0          | 43       | 3      | 1           | 0          |
| L. Topalović   | 1        | 0       | 0           | 0          | 0            | 0            | 0            | 0            | 0                | 0                | 0                | 0                | 0        | 0     | 0           | 0          | 1        | 0      | 0           | 0          |
| M. Thuram      | 32       | 14      | 1           | 0          | 1            | 0            | 0            | 0            | 14               | 4                | 2                | 0                | 1+2      | 0     | 0           | 0          | 50       | 18     | 3           | 0          |
| N. Zalewski    | 11       | 1       | 4           | 0          | 2            | 0            | 0            | 0            | 2                | 0                | 2                | 0                | 0+2      | 0     | 0           | 0          | 17       | 1      | 6           | 0          |
| P. Zieliński   | 26       | 2       | 0           | 0          | 2            | 0            | 0            | 0            | 10               | 0                | 0                | 0                | 1+0      | 0     | 0           | 0          | 39       | 2      | 0           | 0          |

## Giovanili

### Organigramma
Area direttiva
- Direttore: Massimo Tarantino
- Responsabile Tecnico: Daniele Bernazzani
- Responsabile Scouting Italia: Giuseppe Giavardi
- Responsabile Medico: Marco Galli
- Responsabile Preparatori Atletici: Roberto Niccolai
- Responsabile Tecnico Attività di Base: Giuliano Rusca
- Responsabile Organizzativo Attività di Base: Rachele Stucchi
- Coordinatore Tecnico Attività di Base: Paolo Migliavacca

Area tecnica
- Allenatore Primavera: Andrea Zanchetta[149]
- Allenatore Under-18: Benito Carbone[150]
- Allenatore Under-17: Samir Handanovič[150]
- Allenatore Under-16: Juan Solivellas Vidal[150]
- Allenatore Under-15: Simone Fautario[150]

### Piazzamenti

#### Primavera
- Campionato: vincitore[151]
- Coppa Italia: quarti di finale
- UEFA Youth League:[152] quarti di finale

#### Under-18
- Campionato: semifinali[153]

#### Under-17
- Campionato: quarti di finale[154]

#### Under-16
- Campionato: semifinali[155]

#### Under-15
- Campionato: vincitore[156]